# جائزة ألمانيا الكبرى للدراجات النارية 2005
جائزة ألمانيا الكبرى للدراجات النارية 2005 هو سباق دراجات نارية أقيم بتاريخ 31 يوليو 2005. كان الجولة العاشرة من أصل 17 في سباق الجائزة الكبرى للدراجات النارية موسم 2005. فاز الإيطالي فالنتينو روسي بفئة الموتو جي بي بينما جاء الإسباني سيت جيبيرنو في المركز الثاني وحصل على المركز الثالث الأمريكي نيكي هايدن.

## وصلات خارجية
- الموقع الرسمي